# Пакетвілль
Пакетвілль (англ. Paquetville) — село в Канаді, у провінції Нью-Брансвік, у складі графства Глостер.

## Населення
За даними перепису 2016 року, село нараховувало 720 осіб, показавши зростання на 2,0%, порівняно з 2011-м роком. Середня густина населення становила 77,8 осіб/км².
З офіційних мов обидвома одночасно володіли 285 жителів, тільки англійською — 10, тільки французькою — 390, а 5 — жодною з них. Усього 5 осіб вважали рідною мовою не одну з офіційних.
Працездатне населення становило 53,6% усього населення, рівень безробіття — 13,3%.
Середній дохід на особу становив $37 342 (медіана $27 648), при цьому для чоловіків — $45 958, а для жінок $30 001 (медіани — $33 664 та $22 208 відповідно).
22,3% мешканців мали закінчену шкільну освіту, не мали закінченої шкільної освіти — 37,5%, 40,2% мали післяшкільну освіту, з яких 24,4% мали диплом бакалавра, або вищий.
| Статево-вікова структура населення | Статево-вікова структура населення | Статево-вікова структура населення | Статево-вікова структура населення | Статево-вікова структура населення |
| ---------------------------------- | ---------------------------------- | ---------------------------------- | ---------------------------------- | ---------------------------------- |
|                                    |                                    |                                    |                                    |                                    |
| Всього                             | Всього                             | 45,5%54,5%                         |                                    |                                    |
| 0 — 14 років                       | 0 — 14 років                       |                                    | 13,2%                              | 13,2%                              |
| 15 — 64 років                      | 15 — 64 років                      |                                    | 62,5%                              | 62,5%                              |
| 65 і більше                        | 65 і більше                        |                                    | 24,3%                              | 24,3%                              |
| 85 і більше                        | 85 і більше                        |                                    | 5,6%                               | 5,6%                               |
| Середній вік (років)               | Середній вік (років)               | 44,048,9                           | 46,7                               | 46,7                               |
| Медіана (років)                    | Медіана (років)                    | 45,851,5                           | 48,9                               | 48,9                               |
| — чоловіки — жінки                 |                                    |                                    |                                    |                                    |

| Походження мешканців:     | Походження мешканців:     | Походження мешканців: | Походження мешканців: | Походження мешканців: |
| ------------------------- | ------------------------- | --------------------- | --------------------- | --------------------- |
| Походження                |                           |                       | осіб                  | %                     |
| Корінні американці        | Корінні американці        |                       | 15                    | 2.33%                 |
| Інше північноамериканське | Інше північноамериканське |                       | 555                   | 86.05%                |
| Європейське               | Європейське               |                       | 175                   | 27.13%                |
| британське                | британське                |                       | 40                    | 6.2%                  |
| французьке                | французьке                |                       | 170                   | 26.36%                |

## Клімат
Середня річна температура становить 4,1°C, середня максимальна – 21,9°C, а середня мінімальна – -16,9°C. Середня річна кількість опадів – 1 110 мм.
| Клімат поселення                              | Клімат поселення | Клімат поселення | Клімат поселення | Клімат поселення | Клімат поселення | Клімат поселення | Клімат поселення | Клімат поселення | Клімат поселення | Клімат поселення | Клімат поселення | Клімат поселення | Клімат поселення |
| Показник                                      | Січ.             | Лют.             | Бер.             | Квіт.            | Трав.            | Черв.            | Лип.             | Серп.            | Вер.             | Жовт.            | Лист.            | Груд.            |                  |
| Середній максимум, °C                         | −4,6             | −3,68            | 1,74             | 7,91             | 14,94            | 20,79            | 21,90            | 21,20            | 16,00            | 10,08            | 4,19             | −3,15            |                  |
| Середня температура, °C                       | −10,75           | −9,85            | −4,38            | 1,76             | 8,78             | 14,62            | 18,40            | 17,68            | 12,48            | 6,57             | 0,68             | −6,63            |                  |
| Середній мінімум, °C                          | −16,9            | −16              | −10,54           | −4,4             | 2,62             | 8,47             | 14,90            | 14,17            | 8,98             | 3,06             | −2,81            | −10,15           |                  |
| Норма опадів, мм                              | 94               | 72               | 90               | 80               | 95               | 82               | 95               | 100              | 81               | 109              | 104              | 108              |                  |
| Середньомісячна швидкість вітру, м/с          | 4.43             | 4.28             | 4.27             | 4.07             | 3.73             | 3.36             | 3.02             | 3.06             | 3.34             | 3.83             | 4.06             | 4.39             |                  |
| Середньомісячна сонячна радіація, кДж/м²·день | 4975             | 8473             | 12376            | 15591            | 18325            | 20266            | 19743            | 17301            | 12672            | 7803             | 4577             | 3659             |                  |
| --------------------------------------------- | ---------------- | ---------------- | ---------------- | ---------------- | ---------------- | ---------------- | ---------------- | ---------------- | ---------------- | ---------------- | ---------------- | ---------------- | ---------------- |
| Джерело:                                      |                  |                  |                  |                  |                  |                  |                  |                  |                  |                  |                  |                  |                  |